# ماريو فردولياك
ماريو فردولياك هو لاعب كرة قدم كرواتي في مركز الوسط، ولد في 21 يوليو 1993 في ليفنو في البوسنة والهرسك. لعب مع أولمبيك سراييفو وزرينيسكي موستار.

## وصلات خارجية
- ماريو فردولياك على موقع قاعدة بيانات كرة القدم.إي يو (الإنجليزية)
- ماريو فردولياك على موقع Soccerway.com (الإنجليزية)
- ماريو فردولياك على موقع عالم كرة القدم.نت (الإنجليزية)